# Csaba Mérő
Dans le nom hongrois Mérő Csaba, le nom de famille précède le prénom, mais cet article utilise l’ordre habituel en français Csaba Mérő, où le prénom précède le nom.
Csaba Mérő, né le 7 juillet 1979 à Budapest, est un joueur de go amateur hongrois.

## Biographie
Csaba Mérő a commencé à jouer au go à 14 ans. Il est le fils du mathématicien hongrois László Mérő[réf. nécessaire].
En 1996, il a déjà à son palmarès le Championnat européen junior de go et le Championnat de Hongrie de go.
Après la fin de ses études secondaires, il s'installa au Japon en 1999.
Son premier professeur était Chizu Kobayashi.
Cette présence au Japon lui a donné la chance d'étudier avec certains des meilleurs joueurs japonais dont Satoru Kobayashi et Cho U.
Après son échec à l'examen pour devenir joueur professionnel, il revient en Europe en 2001. 
Depuis son retour en Europe, il est régulièrement invité par la Fédération française de go pour son stage d'été en tant que professeur.
Avec son expérience au Japon en tant qu'insei, Csaba est revenu meilleur et s'est hissé rapidement parmi les meilleurs joueurs Européens.
Il a étudié la sociologie à l'université ELTE de Budapest entre 2002 et 2007.
Il a également été président de l'Association hongroise de go de 2006 à 2008.

## Palmarès

### Championnat Hongrois
| Année | position |
| ----- | -------- |
| 1996  | 1er      |
| 1997  | 1er      |
| 1998  | 1er      |
| 2001  | 1er      |
| 2002  | 1er      |
| 2003  | 1er      |
| 2004  | 1er      |
| 2005  | 1er      |
| 2006  | 2e       |
| 2007  | 2e       |
| 2008  | 1er      |
| 2009  | 3e       |

### Championnat européen junior de go
| Année | position |
| ----- | -------- |
| 1996  | Champion |

### Championnat européen de go
| Année | position |
| ----- | -------- |
| 2002  | 8e       |
| 2007  | 15e      |
| 2008  | 11e      |
| 2009  | 8e       |
| 2010  | 11e      |

### Championnat du monde amateur
| Année | position |
| ----- | -------- |
| 1997  | 15/60    |
| 1998  | 13/50    |

### Résultats notables
| Année | Tournoi                                                          | Classement |
| ----- | ---------------------------------------------------------------- | ---------- |
| 2001  | Tournoi de go de Belgrade (épreuve de la Coupe européenne de go) | 1er        |
| 2002  | Tournoi de Barcelone) (épreuve de la Coupe européenne de go)     | 2e         |
| 2003  | Tournoi de go de Paris                                           | 2e         |
| 2004  | Tournoi de Paris                                                 | 4e         |
| 2008  | Open de Londres                                                  | 3e         |
| 2009  | Coupe Shusaku de Târgu Mureș                                     | 4e         |
| 2010  | Tournoi de Brno                                                  | 1er        |
| 2010  | Kido Cup de Hambourg                                             | 1er        |
| 2010  | Tournoi de Bruxelles                                             | 2e         |
| 2011  | Tournoi de Barcelone                                             | 1er        |
| 2011  | Tournoi de Bruxelles                                             | 1er        |
| 2012  | Tournoi de Barcelone                                             | 2e         |
| 2012  | Tournoi de Dublin                                                | 1er        |